# Wieś i Zaścianek
«Wieś i Zaścianek» (Весь и Застянек, букв. Деревня и глушь) еженедельный журнал на польском языке, издававшийся в Минске с 1917 по 1918 г.. 
Издателем журнала был Польский Совет Минской земли, действующий под немецкой оккупацией на территории Обер-Оста.